# Vykolejení vlaku na mostě Big Bayou Canot
K vykolejení vlaku na mostě Big Bayou Canot došlo ve středu 22. září 1993 na mostě Big Bayou Canot v jihozápadní Alabamě, USA. Havarovaný vlak patřil společnosti Amtrak. Nehoda byla způsobená posunutím střední části mostu a deformací kolejí, což nastalo kvůli nárazu těžkých člunů do mostu osm minut před havárií. Při katastrofě zahynulo 47 lidí a 103 jich bylo zraněno.

## Události
Těšně před nehodou nákladní čluny tlačené remorkérem Mauvilla nesprávně zatočily na řece Mobile a vstoupily do Big Bayou Canot, což je průliv, přes který vede železniční most  a normálně se tam lodě nemají plavit. Pilot remorkéru Willie Odom neměl správný výcvik pro čtení svého radaru a díky jeho malým zkušenostem a špatné viditelnosti si v mlze nevšiml, že sjel z kurzu. Na lodi se také nenacházel kompas ani mapy vod. Odom žil v domnění, že je stále na řece Mobile a most na radaru identifikoval jako jiný remorkér. Po vyšetřování nebyl uznán trestně zodpovědným za nehodu.
Mauvilla do mostu narazila v asi 2:45 hodin ráno. Most byl navržen tak, aby mohl být snadno přestavěn na otáčecí most. Žádná taková přestavba neproběhla, ale prostřední část mostu nebyla patřičně ochráněna před nechtěným pohybem. Náraz lodi prostřední část mostu posunul asi o metr vedle a výrazně pokroutil koleje.
V asi 2:53 ráno vlak Sunset Limited společnosti Amtrak poháněný třemi lokomotivami na trase z Los Angeles (Kalifornie, USA) do Miami (Florida, USA) se 220 cestujícími a členy posádky vjel rychlostí asi 113 km/h na most. Po najetí na pokřivené koleje vykolejil. První ze třech lokomotiv narazila do posunuté části mostu, čímž ji shodila do vody. Další dvě lokomotivy, spolu se zavazadlovým vozem, lůžkovým vozem a dva ze šesti vozů pro cestující sjely do vody také. Plné nádrže lokomotiv (každá z nich obsahovala několik tisíců galonů nafty) se nárazem protrhly, což způsobilo masivní únik paliva a požár. Čtyřicetsedm lidí, z toho 42 pasažérů, nehodu nepřežilo. Mnoho z nich se udusilo, další zemřeli na následky požárů nebo kouřových zplodin. Dalších 103 lidí bylo zraněno. Čtyři členové posádky remorkéru nebyli zraněni. V době nehody byla první lokomotiva v provozu pouze dvacet dní.
I přes to, že se most posunul, se kontinuálně svařované kolejnice nerozlomily. Díky tomu kontrolní mechanismy sledující přerušení trasy nezareagovaly a návěstidlo před mostem zůstalo nastaveno na „Volno“. Jestliže by se jedna z kolejnic následkem nárazu přerušila, návěstidlo by se přeplo do polohy „Stůj“. To by mohlo dát strojvedoucímu dostatek času na zastavení vlaku, anebo alespoň na zmírnění rychlosti ve snaze minimalizovat následky nehody. 

### Fatální zpoždění
Této nehodě se věnovala jedna z epizod dokumentárního cyklu Vteřiny před katastrofou společnosti National Geographic. Kromě zjištění v oficiálním vyšetřování dokument odhalil, že vlak byl kvůli poruše klimatizace a toalety v New Orleansu o 30 minut opožděn. Nebýt tohoto zpoždění, vlak Sunset Limited by překročil most Big Bayou Canot 20 minut předtím, než by do mostu narazila loď.